# 馬斯奧·比斯高
馬斯奧·比斯高（英語：Mišo Brečko，1984年5月1日—），是一名斯洛文尼亞足球运动员，司职後衛及中場。

## 球會生涯
比斯高出生於Trbovlje，他的職業生涯開始於Rudar Trbovlje青年隊。他在高中時，他為Factor Ljubljana在第三級聯賽上陣幾場比賽。2003/04賽季，他為Era Šmartno在乙組聯賽上陣21場。 2004年7月，他加盟了漢堡。他在第一個賽季出賽過7場聯賽。2005/06賽季，他被租借到羅斯托克。2006/07賽季，他被租借到奧厄。在德國乙組聯賽經過兩個成功的賽季後，2007/08賽季他返回漢堡，共上陣14場比賽。2008年夏天，他以自由身加盟科隆，與球隊簽署了為期三年的合約。

## 國際賽生涯
比斯高曾效力斯洛文尼亞U17，U19和U21。他總共為U21上陣過15場。他首次代表國家隊是在2004年11月17日友誼賽對斯洛伐克。

## 連結
- Player profile （页面存档备份，存于）
- Player profile （页面存档备份，存于） （德文）
- Career details （页面存档备份，存于） at Fussballdaten （德文）
- Career details （页面存档备份，存于）